# Полиархия
Полиа́рхия (др.-греч. πολυαρχία, от поли- + др.-греч. αρχία (власть) — «многовластие, власть многих») — политическая система, основанная на открытой политической конкуренции различных групп в борьбе за поддержку избирателей.
В современную политологию термин был введён в употребление в 1953 году Робертом Далем для обозначения совокупности базовых институтов, общих для либеральных демократий. Термин используется, чтобы отличать современные реализации демократии в национальных государствах как от идеала, так и от исторических разновидностей демократии в городах-государствах. Даль рассматривает полиархию как «очищенный» вариант существующих систем и приходит к выводу, что её институты необходимы (хотя, возможно, недостаточны) для достижения идеальной демократии. Модель полиархии также используется в качестве стандарта для измерения уровня демократии.

## Признаки
Согласно современным теориям демократии, полиархия обозначает систему, которая включает следующие семь институтов:
1. Выборные государственные должности. Современные демократии являются представительными: согласно основным законам, непосредственный контроль над принятием нормативных актов и политических решений осуществляют избранные гражданами лица.
2. Свободные, честные и регулярно проводимые выборы, в которых имеет право участвовать каждый гражданин (как избиратель и как кандидат), в сочетании с непрерывным открытым политическим соперничеством между гражданами и их объединениями.
3. Отзывчивость правительства. Проводимая политика зависит от результатов выборов и от предпочтений избирателей.
4. Свобода самовыражения. Граждане обладают правом безнаказанно выражать свои мысли, в том числе, критиковать власть, политическую систему, общественно-экономический порядок и преобладающую идеологию.
5. Доступ к альтернативным и независимым источникам информации. Граждане вправе искать и получать информацию от других граждан, из книг, СМИ и т. п. Альтернативные источники информации должны существовать, быть доступны и не подконтрольны какой-либо одной политической группе.
6. Автономия общественных организаций. Граждане вправе учреждать относительно независимые сообщества или организации, в том числе, политические партии.
7. Всеобщий охват гражданства. Каждый постоянно проживающий в стране и подчиняющийся её законам взрослый житель должен обладать всеми правами гражданина.

Полиархия предполагает наличие правового государства, в частности, наличие конституционных ограничений на исполнительную власть и обеспечение её подотчётности другими органами власти (парламентом, судами, омбудсменами, генеральными аудиторами).

## Особенности
Главными особенностями полиархии являются возможность политической состязательности, обеспечение права на участие в политике и управление на основе коалиции. Правление осуществляется с учётом предпочтений множества различных автономных групп интересов, каждая из которых по отдельности является меньшинством. Появление этих групп вызвано тем, что каждый гражданин принадлежит кругу людей, у которых есть определённые узкие интересы, тесно связанные с их повседневной жизнью. Такое правление противоположно диктатуре, когда при выборе политического курса доминируют предпочтения одной группы.
Более того, власть при полиархии обычно распределена между независимыми по отношению друг к другу, и иногда по отношению к государству, крупными общественными структурами (правительственными агентствами, политическими партиями, профсоюзами и т. д.). Такое распределение власти нехарактерно для авторитаризма, хотя возможная при этом концентрация власти в руках независимых от государства организаций также плохо согласуется и с идеалом демократии. Важную роль играет потребность конкурирующих элит заручиться поддержкой со стороны широких групп населения. По мнению Даля, это способствует росту народного суверенитета и политического равенства, в противоположность олигархии, хотя на практике значительная часть населения проявляет пассивность и на процесс принятия решений оказывает слабое влияние.
На протяжении второй половины XX века политологи склонялись к мнению, что значительное число стран поддерживало институты полиархии, и поэтому на практике могут считаться демократическими. К таким странам относились, в частности, страны Скандинавии, Финляндия, Великобритания, США, Франция, Индия и большинство других западноевропейских или англоязычных стран, а также Япония.
Однако реализации демократии в лучшем случае представляют собой приближение к идеалу. На практике минимальные требования постоянно повышаются. Если в 1831 году Алексис де Токвиль провозгласил современные ему США демократией, то по сегодняшним меркам едва ли это было бы возможно по отношению к стране, где практикуется рабство, коренное население загнано в резервации, а женщины лишены избирательного права. В то же время сегодня страна может отвечать стандарту полиархии, даже если в ней отсутствуют пропорциональное представительство, референдумы, предварительные выборы партий, социально-экономическое равенство или демократия на уровне местного самоуправления. Как отмечает Роберт Даль, идеал демократии предъявляет крайне высокие требования, и, вероятно, со временем полиархия начнёт считаться недостаточно демократичной системой.
Для стран с полиархией также характерны следующие черты:
- сравнительно высокие значения индикаторов благосостояния (уровня доходов на душу населения, ожидаемой продолжительности жизни и т. д.) и рост этих индикаторов на протяжении длительного времени;
- широкое распространение грамотности;
- многообразие сфер профессиональной деятельности;
- высокий уровень урбанизации;
- преобладание в производстве автономных предприятий, которые жёстко ориентируются на национальный и международные рынки.

Эти черты препятствуют концентрации власти в руках одной сплочённой группы. При этом в США институты полиархии сложились ещё когда страна была преимущественно аграрной, а для современной Индии перечисленные особенности почти не свойствены.